# Pat Cash
Pat Cash (* 27. května 1965, Melbourne, Austrálie) je bývalý profesionální australský tenista. Svého nejlepšího umístění na žebříčku ATP dosáhl v roce 1988, když byl několik týdnů čtvrtý na světě v jednotlivcích a v roce 1984 šestý deblech. Jeho nejvýznamnějším úspěchem je vítězství ve dvouhře na Wimbledonu v roce 1987, kde ve finále porazil Ivana Lendla ve třech setech. Kromě toho se dokázal dvakrát dostat do finále Australian Open - v letech 1987 a 1988. Byl typickým představitelem herního stylu servis-volej.
Pat Cash vyhrál za svou kariéru 6 turnajů ATP ve dvouhře a 11 ve čtyřhře. Seznam vítězství ve dvouhře:
- 1982 - Melbourne
- 1983 - Brisbane
- 1987 - Nancy, Wimbledon, Johannesburg
- 1990 - Hong Kong